# 常錦利豪
常錦 利豪（つねにしき としひで、1931年5月31日 - 没年不明）は、福島県東白川郡古殿町（現役当時、現在は石川郡古殿町）出身で出羽海部屋に所属した力士。本名は前田 正三（まえだ しょうぞう）→鈴木 正三（すずき -）、最高位は西前頭筆頭（1964年3月場所）。得意手は右四つ、寄り。現役時代の体格は174cm、108kg。

## 来歴・人物
小学校卒業後はトラックの運転手として働いていたが、1949年に故郷で巡業があった際に、福島県会議員の世話で元横綱・安藝ノ海の藤島親方を紹介された。これを切っ掛けに藤島が所属する出羽海部屋へ入門し、同年10月場所で初土俵。
序ノ口に付いた時より「常錦」の四股名を名乗り、引退までの17年間で一度も改名する事はなかった。
体に恵まれず、また膝の故障にも苦しんだ。だが、1953年頃に藤島が岳父・出羽海親方との確執に悩み廃業を待つばかりの状況であったため「親方の分まで取ろう」と諦めずに相撲を続け、1955年3月場所で十両に昇進。3年後の1958年3月場所で、新入幕を果たした。入幕してしばらくは幕内に定着できず、3度十両へ陥落したが、4度目の入幕を果たした1960年11月場所で8勝7敗と勝ち越すと、これ以降幕内へ定着する。1962年3月場所で1勝14敗と大きく負け越して十両へ陥落してから1年程低迷していたが、1963年3月場所で5度目の入幕を果たすと、順調に番付を上げた。1964年3月場所では、自己最高位となる前頭筆頭まで昇進した。
前頭筆頭まで出世したものの、殊勲星は1つだけ（1961年7月場所での大関・琴ヶ濱戦）で上位に進出するとほぼ大敗しており、1勝14敗と全敗寸前の成績が2度あった。そのため、幕内中位から下位で相撲を取る事が多かった。また、幕内で二桁勝利を一度も挙げられなかったためか、三賞とは縁がなかった。ただし幕内を26場所、十両を41場所務めており、35歳で引退する間際まで関取の座を維持するなど地力があり、息の長い力士でもあった。
同じ出羽海部屋の所属であった北の富士は十両に昇進した頃に常錦から取り廻しを譲ってもらった。北の富士曰く「だいぶ使い込んでいて、股ぐらの所が気持ち悪くてねぇ（笑）」。
1967年3月場所限りで引退した後は、年寄・関ノ戸や同・稲川として後進を指導していたが、1971年3月場所後に廃業。
以後は郷里・福島で、建設会社を経営した。
トラックの運転手だった事から、「トラ」の愛称があった。

## 略歴
- 1949年…出羽海部屋に入門し、この年の10月場所で初土俵を踏む。
- 1950年1月場所…師匠（元横綱・常ノ花）の現役名に因む、「常錦」の四股名で序ノ口に付く。
- 1955年3月場所…新十両。
- 1958年1月場所…13勝2敗という好成績で、十両優勝を遂げる。
- 1958年3月場所…新入幕。
- 1959年1月場所…再入幕。 8勝7敗と、幕内で初めて勝ち越す。
- 1960年3月場所…3度目の入幕。
- 1960年11月場所…4度目の入幕。 8勝7敗と、1959年1月場所以来となる幕内での勝ち越しを果たす。
- 1961年7月場所…横綱・大関陣との対戦圏内に初めて進出し、初日に大関・琴ヶ濱を降す「銀星」を挙げるも、3勝12敗と大きく負け越す。
- 1963年3月場所…5度目の入幕。
- 1964年3月場所…自己最高位となる西前頭筆頭まで番付を上げたが、1勝14敗と惨敗を喫する。
- 1967年1月場所…関取として迎えた最後の本場所。6日目から出場するも不本意な成績に終わり、次場所での幕下陥落が確定する。
- 1967年3月場所…西幕下2枚目に在ったが、初日から休場。場所後に引退を表明し、年寄・関ノ戸を襲名する。

## 主な戦績
- 通算成績：579勝604敗38休1分 勝率.489
- 幕内成績：166勝223敗1分 勝率.427
- 現役在位：86場所
- 幕内在位：26場所
- 各段優勝
  - 十両優勝：1回（1958年1月場所）

### 場所別成績
| | 一月場所 初場所（東京） | 三月場所 春場所（大阪） | 五月場所 夏場所（東京）    | 七月場所 名古屋場所（愛知） | 九月場所 秋場所（東京） | 十一月場所 九州場所（福岡） |
| --- | ----------------------- | ----------------------- | -------------------------- | --------------------------- | ----------------------- | --------------------------- |
| 1949年 （昭和24年） | x                       | x                       | x                          | x                           | 新序 2–1                | x                           |
| 1950年 （昭和25年） | 東序ノ口2枚目 9–6       | x                       | 東序二段6枚目 9–6          | x                           | 東三段目28枚目 6–9      | x                           |
| 1951年 （昭和26年） | 西三段目30枚目 9–6      | x                       | 東三段目17枚目 休場 0–0–15 | x                           | 東三段目31枚目 9–6      | x                           |
| 1952年 （昭和27年） | 東三段目9枚目 5–3       | x                       | 東幕下34枚目 7–8           | x                           | 西幕下34枚目 9–6        | x                           |
| 1953年 （昭和28年） | 東幕下26枚目 9–6        | 西幕下15枚目 4–4        | 西幕下17枚目 休場 0–0–8    | x                           | 西幕下26枚目 4–4        | x                           |
| 1954年 （昭和29年） | 東幕下26枚目 5–3        | 西幕下16枚目 5–3        | 東幕下10枚目 5–3           | x                           | 東幕下5枚目 4–3–1       | x                           |
| 1955年 （昭和30年） | 東幕下3枚目 5–3         | 西十両21枚目 9–6        | 西十両11枚目 7–8           | x                           | 東十両12枚目 10–5       | x                           |
| 1956年 （昭和31年） | 東十両6枚目 6–9         | 西十両10枚目 8–7        | 東十両9枚目 8–7            | x                           | 西十両8枚目 5–10        | x                           |
| 1957年 （昭和32年） | 東十両13枚目 4–11       | 東十両20枚目 9–6        | 東十両12枚目 10–5          | x                           | 東十両7枚目 9–6         | 東十両3枚目 8–7             |
| 1958年 （昭和33年） | 東十両3枚目 優勝 13–2   | 東前頭16枚目 6–9        | 西前頭18枚目 6–8 1引分     | 西前頭20枚目 7–8            | 東前頭21枚目 6–9        | 東十両筆頭 9–6              |
| 1959年 （昭和34年） | 西前頭20枚目 8–7        | 東前頭17枚目 4–11       | 西十両4枚目 6–7–2          | 西十両6枚目 7–8             | 東十両7枚目 11–4        | 西十両2枚目 6–9             |
| 1960年 （昭和35年） | 西十両5枚目 10–5        | 東前頭15枚目 5–10       | 西十両2枚目 7–8            | 西十両2枚目 9–6             | 東十両2枚目 9–6         | 東前頭15枚目 8–7            |
| 1961年 （昭和36年） | 西前頭11枚目 7–8        | 西前頭11枚目 9–6        | 西前頭5枚目 8–7            | 東前頭3枚目 3–12            | 東前頭8枚目 8–7         | 西前頭5枚目 7–8             |
| 1962年 （昭和37年） | 西前頭6枚目 7–8         | 西前頭7枚目 1–14        | 東十両筆頭 6–9             | 西十両4枚目 9–6             | 東十両2枚目 7–8         | 東十両3枚目 8–7             |
| 1963年 （昭和38年） | 西十両筆頭 9–6          | 東前頭14枚目 8–7        | 東前頭11枚目 9–6           | 西前頭7枚目 6–9             | 東前頭9枚目 6–9         | 東前頭11枚目 8–7            |
| 1964年 （昭和39年） | 東前頭9枚目 9–6         | 西前頭筆頭 1–14         | 西前頭11枚目 7–8           | 東前頭13枚目 8–7            | 西前頭10枚目 4–11       | 西十両2枚目 2–13            |
| 1965年 （昭和40年） | 東十両10枚目 6–9        | 東十両13枚目 10–5       | 東十両4枚目 6–9            | 西十両6枚目 7–8             | 東十両7枚目 3–12        | 西十両16枚目 9–6            |
| 1966年 （昭和41年） | 西十両10枚目 6–9        | 東十両15枚目 8–7        | 西十両12枚目 6–9           | 東十両16枚目 9–6            | 西十両7枚目 4–11        | 東十両17枚目 8–7            |
| 1967年 （昭和42年） | 西十両11枚目 4–6–5      | 西幕下2枚目 引退 0–0–7  | x                          | x                           | x                       | x                           |
| 各欄の数字は、「勝ち-負け-休場」を示す。 優勝 引退 休場 十両 幕下 三賞：敢=敢闘賞、殊=殊勲賞、技=技能賞 その他：★=金星 番付階級：幕内 - 十両 - 幕下 - 三段目 - 序二段 - 序ノ口 幕内序列：横綱 - 大関 - 関脇 - 小結 - 前頭（「#数字」は各位内の序列） |                         |                         |                            |                             |                         |                             |

### 幕内対戦成績
| 力士名       | 勝数 | 負数 | 力士名         | 勝数 | 負数     | 力士名 | 勝数 | 負数 | 力士名         | 勝数 | 負数 |
| ------------ | ---- | ---- | -------------- | ---- | -------- | ------ | ---- | ---- | -------------- | ---- | ---- |
| 青ノ里       | 4    | 6    | 朝潮(米川)     | 0    | 1        | 浅瀬川 | 0    | 2    | 愛宕山         | 1    | 3    |
| 天津風       | 4    | 3    | 天津灘         | 2    | 0        | 荒岐山 | 2    | 0    | 荒波           | 1    | 0    |
| 泉洋         | 2    | 3    | 岩風           | 0    | 4        | 宇多川 | 6    | 8    | 及川           | 4    | 4    |
| 追手山       | 2    | 1    | 扇山           | 2    | 2        | 大内山 | 0    | 3    | 岡ノ山         | 1    | 1    |
| 海山         | 4    | 3    | 開隆山         | 2    | 3        | 柏戸   | 0    | 4    | 北ノ國         | 1    | 2    |
| 北の洋       | 2    | 2    | 北葉山         | 0    | 5        | 君錦   | 2    | 3    | 清恵波         | 2    | 1    |
| 清國         | 0    | 2    | 清勢川         | 4    | 5        | 鬼竜川 | 0    | 3    | 国登           | 2    | 2    |
| 栗家山       | 0    | 1    | 黒獅子         | 1    | 1        | 鯉の勢 | 1    | 2    | 二瀬川(高鐵山) | 3    | 1    |
| 琴ヶ濱       | 1    | 0    | 琴櫻           | 2    | 1        | 逆鉾   | 1    | 2    | 沢光           | 1    | 2    |
| 潮錦         | 1    | 3    | 嶋錦           | 3    | 2(1痛分) | 大豪   | 0    | 5    | 大鵬           | 0    | 2    |
| 大雄         | 0    | 1    | 高錦           | 0    | 3        | 玉嵐   | 0    | 2    | 玉乃海         | 2    | 0    |
| 玉乃島       | 0    | 1    | 玉響           | 3    | 0        | 鶴ヶ嶺 | 3    | 6    | 時津山         | 1(1) | 2    |
| 時錦         | 1    | 1    | 豊國           | 4    | 8        | 豊ノ海 | 0    | 1    | 羽黒川         | 3    | 6    |
| 羽黒山       | 2    | 7    | 羽子錦         | 2    | 3        | 緋縅   | 1(1) | 0    | 廣川           | 3    | 3    |
| 広瀬川       | 1    | 0    | 福乃海         | 1    | 1        | 福乃里 | 1    | 1    | 房錦           | 3    | 6    |
| 富士錦       | 1    | 6    | 双ツ龍         | 1    | 1        | 星甲   | 5    | 0    | 前ヶ潮         | 1    | 0    |
| 前田川       | 5    | 5    | 前ノ山(佐田岬) | 1    | 1        | 松登   | 4    | 1    | 三根山         | 0    | 1    |
| 宮錦         | 2    | 3    | 宮柱           | 1    | 2        | 明武谷 | 3    | 7    | 豊山           | 0    | 2    |
| 芳野嶺       | 4    | 1    | 若駒           | 2    | 1        | 若杉山 | 3    | 3    | 若秩父         | 4    | 7    |
| 若天龍       | 3    | 2    | 若浪           | 5    | 1        | 若ノ海 | 4    | 5    | 若ノ國         | 3    | 4    |
| 若乃花(初代) | 0    | 1    | 若羽黒         | 2    | 7        | 若葉山 | 2    | 1    | 若前田         | 7    | 3    |
| 若見山       | 1    | 0    |                |      |          |        |      |      |                |      |      |

## 改名歴
- 前田 正三（まえだ しょうぞう）1949年10月場所（※番付外、新序）
- 常錦 利豪（つねにしき としひで）1950年1月場所 - 1967年3月場所

## 年寄変遷
- 関ノ戸 正三（せきのと しょうぞう）1967年3月 - 1968年3月
- 稲川 正三（いながわ しょうぞう）1968年3月 - 1971年3月